# Ciro Menotti (sous-marin)
Le Ciro Menotti est un sous-marin de la classe Bandiera en service dans la Regia Marina au début des années 1930 et ayant servi pendant la Seconde Guerre mondiale.
Le navire a été nommé en l'honneur de Ciro Menotti (1798-1831), un patriote italien.

## Caractéristiques
La classe Bandiera était une version améliorée et élargie des précédents sous-marins de la classe Pisani. Ils déplaçaient 940 tonnes en surface et 1 097 tonnes en immersion. Les sous-marins mesuraient 69,8 mètres de long, avaient une largeur de 7,3 mètres et un tirant d'eau de 5,26 mètres. Ils avaient une profondeur de plongée opérationnelle de 90 mètres. Leur équipage comptait 53 officiers et soldats.
Pour la navigation de surface, les sous-marins étaient propulsés par deux moteurs diesel FIAT de 1 500 chevaux (1 119 kW), chacun entraînant un arbre d'hélice. En immersion, chaque hélice était entraînée par un moteur électrique Savigliano de 650 chevaux-vapeur (485 kW). Ils pouvaient atteindre 15 noeuds (28 km/h) en surface et 8,2 noeuds (15,2 km/h) sous l'eau. En surface, la classe Bandiera avait une autonomie de 4 750 milles nautiques (8 800 km) à 8,5 nœuds en surface et 60 milles nautiques (110 km) à 4 nœuds (7,4 km/h) en plongée.
Les sous-marins étaient armés de huit tubes lance-torpilles de 53,3 centimètres (21 pouces), quatre à la proue et quatre à la poupe, pour lesquels ils transportaient au total 12 torpilles. Ils étaient également armés d'un seul canon de pont de 102/35 Model 1914 à l'avant de la tour de contrôle (kiosque) pour le combat en surface. Leur armement anti-aérien consistait en deux mitrailleuses Breda Model 1931 de 13,2 mm,.

## Construction et mise en service
Le Ciro Menotti est construit par le chantier naval Odero-Terni-Orlando (OTO) de La Spezia en Italie, et mis sur cale le 12 mai 1928. Il est lancé le 29 décembre 1929 et est achevé et mis en service le 29 août 1930. Il est commissionné le même jour dans la Regia Marina.

## Historique
Après son achèvement, le Ciro Menotti est affecté (avec les trois navires-jumeaux (sister ships)) à la VIe Escadrille de sous-marins de croisière moyenne, basée à Tarente.
En 1932, le VIe Escadron devient le VIIe Escadron et en 1934, il redevient le VIe Escadron, bien que son quartier général ait été déplacé à Naples.
Le Ciro Menotti participe clandestinement à la guerre civile d'Espagne. Le 31 janvier 1937, de nuit, il torpille et coule le vapeur Delfin de 1 250 tonneaux de jauge brute (le navire a coulé en eaux peu profondes, ce qui a permis de récupérer la cargaison).
Les 2 et 3 février 1937, il bombardé au canon les routes côtières et les ponts de la région de Herradura-Cala Honda.
Lorsque l'Italie est entrée dans la Seconde Guerre mondiale, il est stationné à Trapani, sous le commandement du lieutenant de vaisseau Carlo Fecia di Cossato, dans le cadre du VIIIe Grupsom.
Le 21 juin 1940, il part pour sa première mission, une patrouille offensive dans une zone située entre l'îlot de Gaudo (Crète) et Ras el Tin (Libye).
En novembre de la même année, il est envoyé avec quatre autres sous-marins en mer Ionienne. Malgré une activité navale britannique considérable dans la région, il n'a vu aucune unité ennemie.
Entre juin 1940 et janvier 1942, il effectue un total de 23 missions offensives-exploratoires en Méditerranée orientale,.
À partir de mai 1942, il est affecté au transport de fournitures vers la Libye, effectuant huit missions de ce type,.
En tout, de juin 1940 à mars 1942, il a parcouru 22 200 milles nautiques (41 100 km) en surface et 2 800 milles nautiques (5 185 km) sous l'eau, en 29 missions.
Le 7 mars 1943, il est affecté à l'école de sous-marins de Pula pour laquelle il effectue 53 missions d'entraînement.
Le 3 août 1943, dans la nuit, 19 saboteurs du bataillon San Marco, commandés par le lieutenant de vaisseau Di Martino, débarquent près de Benghazi. Leur tâche est d'attaquer les aérodromes anglo-américains dans la région de Benghazi.
Début septembre 1943, dans le cadre du "Plan Zeta" pour contrer un débarquement anglo-américain attendu dans le sud de l'Italie, il est placé en embuscade dans la mer Ionienne.
Après l'annonce de l'armistice du 8 septembre 1943 (armistice de Cassibile), il se dirige vers Syracuse pour se rendre aux Alliés, mais il est intercepté par le sous-marin britannique HMS Unshaken (P54), qui le fait aborder par une de ses propres vedettes avec un équipage de proie à bord, le détournant vers Malte où il arrive le 12 septembre, amarré à Lazaretto Creek (près de la base sous-marine britannique locale). Le lendemain, à la suite des protestations de l'amiral Alberto da Zara, il retourne aux mains des Italiens et s'amarre avec les autres unités italiennes qui étaient arrivées à Malte entre-temps. Le 13 octobre, il quitte l'île - avec 14 autres sous-marins - pour retourner en Italie.
Pendant la co-belligérance italienne, il opère dans le bassin oriental de la Méditerranée en participant à divers exercices anti-sous-marins alliés.
Désarmé en 1945, il est mis hors service le 1er février 1948, puis envoyé à la casse.